# Pastorada

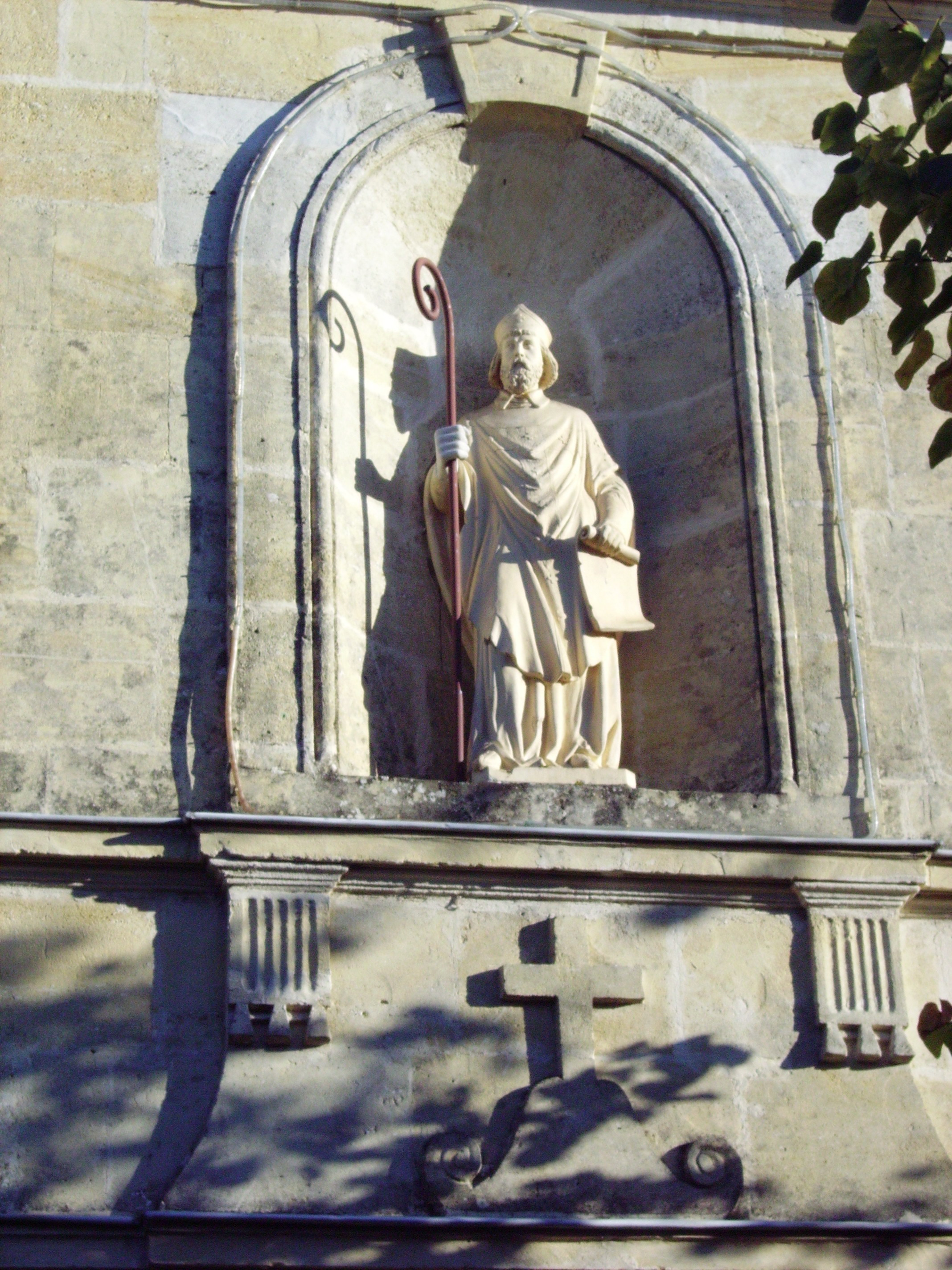
San Medardo, santo a quien se dirigen homenajes recitando las pastoras en localidades como
Benabarre (Baja Ribagorza, Huesca)

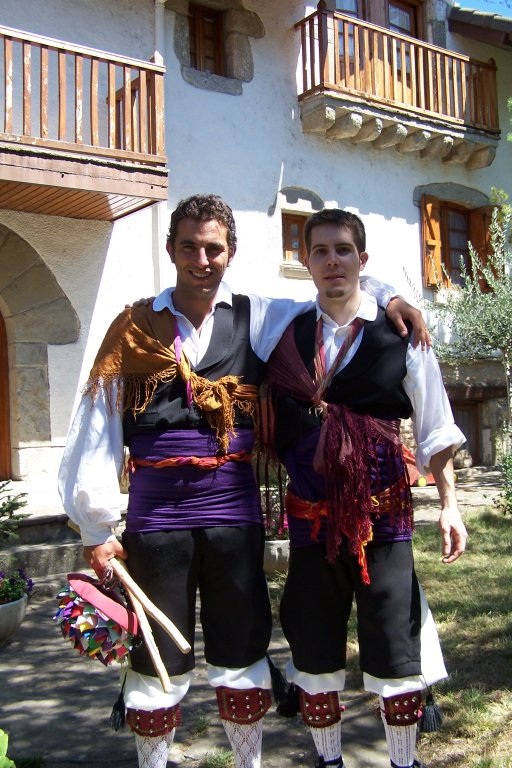
Danzantes de Santa Orosia.

Una pastorada es una representación teatral popular de la montaña altoaragonesa, provincia de Huesca, España, que se caracteriza por un diálogo en verso en lengua aragonesa que se establece entre los dos personajes principales, que representan a dos pastores trashumantes (de la manera más común un mairal y un rapatán.) 
Se realiza típicamente en los municipios de Hoya de Huesca, Alto Gállego, Ribagorza, Litera, Somontano de Barbastro, Cinca Medio, Bajo Cinca y Monegros. Aunque antes de la Guerra Civil todavía era común, actualmente se representa regularmente uno solo en las poblaciones de Capella y de Benabarre, en la Baja Ribagorza, donde se recuperó en 1953, ya que fueron prohibidas en toda la posguerra y constituye uno de los actos centrales de las fiestas y las de Panticosa en agosto a San Roque y en Yebra de Basa, ambas en el Alto Gállego, el 25 de junio, por Santa Orosia.

## Orígenes
Las pastoradas tienen un origen religioso; en ellas se recita el evangelio para homenajear a un santo, que puede ser un santo común o el patrono de un lugar. Por ese motivo son un acontecimiento relacionado con fiestas patronales y generalmente se representan coincidiendo con la celebración del santo.
De acuerdo con el folclorista Ricardo del Arco (1888-1955), que estudió entre otras la pastorada de Benabarre, este origen votivo determina que las partes inmóviles de una pastorada (para la introducción y despedido) son fijas, ya que son las únicas que van específicamente dirigidas y son recitadas al santo.
En su forma clásica, las pastoradas se representan en presencia de las autoridades eclesiásticas y civiles, clásicamente el párroco y el alcalde. De acuerdo con algunas fuentes, las primeras pastoradas podrían haber sido desarrolladas en el siglo XVII o más probablemente a lo largo del siglo XVIII, pero no hay ejemplos documentados de la pastoral de Besiáns, publicada en 1738,  texto de una pastorada más antigua documental en Aragón.
Pastoradas podrían tener parte de la danza o haber recitado, de forma tradicional, como un evento desaparecido. Las pastoradas podrían ser raíz de muchas de las danzas modernas.